# Eurovision Song Contest: The Story of Fire Saga
Eurovision Song Contest: The Story of Fire Saga ist eine US-amerikanische Filmkomödie von David Dobkin, die von Netflix produziert wurde. Die Hauptrollen spielen Will Ferrell, Rachel McAdams, Pierce Brosnan und Dan Stevens. Ferrell war neben Andrew Steele auch für das Drehbuch verantwortlich.
Der Film wurde am 26. Juni 2020 auf Netflix veröffentlicht.

## Handlung
Der isländische Sänger Lars Erickssong träumt davon, den Eurovision Song Contest (ESC) zu gewinnen. Gemeinsam mit seiner Kindheitsfreundin Sigrit Ericksdottir gründet er dazu die Band Fire Saga, die in ihrer Heimatstadt Húsavík auftritt. Der Leitung des isländischen Vorentscheids zum ESC 2020 schwebt vor, die Sängerin Katiana ins Rennen zu schicken, da diese den Wettbewerb tatsächlich gewinnen könnte. 11 Teilnehmer gibt es bereits für den Vorentscheid, die Statuten legen aber fest, dass man zwölf Teilnehmer braucht. Da alle davon ausgehen, dass Katiana sowieso gewinnen wird, wählen sie einfach blind eine Gruppe aus. Die Wahl fällt auf Fire Saga. Lars ist so außer sich vor Freude, dass er auf das Polizeirevier gebracht wird, weil er die Kirchenglocke geläutet hatte, was in seiner Heimatstadt als Alarmsignal gilt. Sigrit ist derweil der Überzeugung, dass die Elfen, die sie um Hilfe bat, für dieses unverhoffte Glück verantwortlich sind.
Von ihren Eltern erhalten beide keine Unterstützung. Lars’ Vater meint, er habe sein Leben an dumme Träumereien verschwendet, Sigrits Mutter meint, sie habe Besseres verdient als Lars. Beim Auftritt beim Vorentscheid geht einiges schief, und Lars blamiert sich. Er ist so traurig darüber, dass er nicht auf die Aftershow-Party für die Teilnehmer geht, die auf einem Boot stattfindet. Sigrit bleibt als mentale Unterstützung an seiner Seite. Plötzlich explodiert das Boot. Dadurch ist Fire Saga der letzte verbliebene Kandidat.
Beim ESC in Edinburgh haben Lars und Sigrit unterschiedliche Vorstellungen zu ihrem Auftritt. So lässt Lars ein neues Bühnendesign entwickeln und arbeitet mit einem K-Pop-Star zusammen, um den Song aufzupeppen. Im Vorfeld treffen beide den russischen Sänger Alexander Lemtov, der eine Party veranstaltet, zu der Fire Saga auch eingeladen ist. Auf der Party sind zahlreiche Gewinner vorheriger ESCs zu Gast sowie die diesjährigen Teilnehmer. Sigrit verbringt den Abend mit Lemtov, während Lars mit der griechischen Sängerin Mita zusammenbleibt. Allerdings wirkt Lars leicht abweisend auf sie, da er nur vom Gewinn des ESC spricht. Der Abend sorgt für Anspannung zwischen Lars und Sigrit, da Lars sie nicht an Lemtov verlieren will. Sigrit fürchtet hingegen, das Lars mit Mita geschlafen hat, was sich als falsch herausstellt.
Beim Halbfinale sieht anfangs alles ganz gut aus, bis sich Sigrits Schal in einem auf der Bühne platzierten Rhönrad verfängt und der Auftritt in einer Katastrophe mündet. Allerdings singen sie das Lied zu Ende. Lars verlässt sofort die Bühne und geht zurück nach Island, während Sigrit bleibt und Unterstützung von Lemtov erfährt. Lars bekommt gar nicht mehr mit, dass das Publikum am Ende applaudiert hat, und auch nicht, dass Island ins Finale gewählt wurde. In Island fasst Lars den Entschluss, seine Träume aufzugeben und als Fischer zu arbeiten. Dabei gesteht er seinem Vater gegenüber auch seine Liebe zu Sigrit. Der sagt ihm, er solle um Sigrit kämpfen. Als Lars erfährt, dass Island ins Finale eingezogen ist, bittet er das Organisationsteam um Unterstützung für die Rückreise nach Edinburgh. Doch der Finanzchef Victor versucht ihn zu töten. Island dürfe auf keinen Fall gewinnen, da das Land nicht die finanziellen Mittel habe, den Wettbewerb im folgenden Jahr auszurichten. Im Zuge dessen gesteht er auch den Mord an allen auf dem Boot ums Leben gekommenen Kandidaten, in der Hoffnung, Island könne nicht am ESC teilnehmen. Er wird allerdings von Elfen getötet, die Lars zuvor um deren Unterstützung beim ESC gebeten hatte.
Lars kommt gerade noch rechtzeitig an und spielt anstelle des ursprünglich vorgesehenen Liedes ein von Sigrit selbst komponiertes Lied an, das sie für Lars geschrieben hat. Dies verstoße zwar gegen die Regeln des ESC und werde eine Disqualifikation zur Folge haben, aber Gewinnen sei nicht alles. Unter großem Applaus küssen sich beide am Ende des Liedes. Erick beobachtet den Wettbewerb stolz mit Sigrits Mutter Helka. Alexander, der schwul ist, aber dies in Russland nicht öffentlich zeigen will, diskutiert mit Mita über die Möglichkeit, nach Griechenland zu ziehen.
Lars und Sigrit kehren in ihre Heimatstadt zurück, wo sie mit einem großen Empfang begrüßt werden. Einige Monate später tritt Fire Saga mit ihrem kleinen Baby bei der Hochzeit von Erick und Helka auf.

## Produktion
Im Mai 2018 besuchte Will Ferrell zur Vorbereitung des Films das Finale des Eurovision Song Contest 2018 in Lissabon (Portugal), um mögliche Figuren und Szenarien für den Film zu suchen. Ferrell sprach dabei auch hinter den Kulissen mit den Kandidaten. Am 18. Juni 2018 wurde bekannt, dass Ferrell die Produktion eines vom Eurovision Song Contest inspirierten Film übernommen hatte. Außerdem sollte er die männliche Hauptrolle übernehmen sowie am Drehbuch mitschreiben. Der Film sollte von Netflix vertrieben werden. Im März 2019 wurde David Dobkin für die Regie des Filmes unter Vertrag genommen.
Die weibliche Hauptrolle neben Ferell wurde im Mai 2019 mit Rachel McAdams besetzt. McAdams und Ferrell wurden bei den Generalproben des Eurovision Song Contest 2019 in Israel gesichtet. Im August 2019 schlossen sich Pierce Brosnan und Demi Lovato der Besetzung an. Tabitha und Napoleon D’umo waren für die Choreographie verantwortlich.
Während des Musikteils Song-A-Long traten folgende ESC-Teilnehmer auf: John Lundvik (Schweden, 2019), Anna Odobescu (Moldawien, 2019), Bilal Hassani (Frankreich, 2019), Loreen (Schweden, Gewinnerin von 2012 und 2023), Jessy Matador (Frankreich, 2010), Alexander Rybak (Norwegen, Gewinner von 2009 und Teilnehmer von 2018), Jamala (Ukraine, Gewinnerin von 2016), Elina Netšajeva (Estland, 2018), Conchita Wurst (Österreich, Gewinnerin von 2014) und Netta (Israel, Gewinnerin von 2018). Sie singen Believe von Cher, Ray of Light von Madonna, Waterloo von ABBA, Ne partez pas sans moi von Céline Dion und I Gotta Feeling von The Black Eyed Peas.
Salvador Sobral trat mit Amar pelos dois als Straßenmusiker auf, während Graham Norton als Kommentator des ESC zu sehen war.
Die Dreharbeiten fanden in Großbritannien (Glasgow und Edinburgh) und in Island statt. Alle Musikaufnahmen entstanden auf der Bühne des ESC 2019 im Mai 2019. Das Knebworth House diente als Außenkulisse für Alexanders Haus. Im Oktober 2019 wurde am The SSE Hydro und am Flughafen Glasgow gedreht.
Die Produktionskosten in Island betrugen 3,6 Millionen US-Dollar, davon hat das Land eine Million übernommen.

## Synchronisation
Die Synchronisation wurde von der RRP Media UG, im Vertrieb der Netflix Services Germany GmbH, unter der Leitung von Torsten Sense übernommen. Das Dialogbuch schrieb Thomas Maria Lehmann.
| Rolle               | Darsteller              | Deutscher Synchronsprecher          |
| ------------------- | ----------------------- | ----------------------------------- |
| Lars Erickssong     | Will Ferrell            | Uwe Büschken Nikita Steinert (jung) |
| Sigrit Ericksdottir | Rachel McAdams          | Ranja Bonalana                      |
| Alexander Lemtov    | Dan Stevens             | Sascha Rotermund                    |
| Erick Erickssong    | Pierce Brosnan          | Frank Glaubrecht                    |
| Victor Karlosson    | Mikael Persbrandt       | Bernd Vollbrecht                    |
| Neils Brongus       | Ólafur Darri Ólafsson   | Torsten Münchow                     |
| Mita Xenakis        | Melissanthi Mahut       | Wicki Kalaitzi                      |
| Arnar               | Björn Hlynur Haraldsson | Tino Kießling                       |
| Graham Norton       | Graham Norton           | Gerald Schaale                      |
| Kevin Swain         | Jamie Demetriou         | Arne Stephan                        |

## Marketing und Veröffentlichung
Die erste Reklame zum Film wurde am 16. Mai 2020, am Tag des eigentlichen Eurovision Song Contest 2020, veröffentlicht. Dabei handelte es sich um das Musikvideo zu Volcano Man, das unter anderem als Werbepause beim Free European Song Contest 2020 gezeigt wurde. Anschließend wurde das Video auf den YouTube-Kanälen des Streaming-Dienstes als „promotion video“ veröffentlicht. Eine offizielle Filmvorschau erschien am 11. Juni 2020.
Der Film wurde am 26. Juni 2020 weltweit auf dem Streaming-Dienst Netflix veröffentlicht. Ursprünglich war eine Veröffentlichung im Mai 2020 während des Eurovision Song Contest 2020 geplant. Dieser fiel jedoch wegen der Maßnahmen gegen die weltweite COVID-19-Pandemie aus, und die Filmveröffentlichung wurde auch verschoben.

## Soundtrack
Die Musik zum Film wurde am 26. Juni 2020 veröffentlicht. McAdams Stimme wurde dabei mit der von der schwedischen Sängerin Molly Sandén gemischt, die unter dem Künstlernamen My Marianne aufgeführt ist. Erik Mjönes doubelte die Singstimme von Stevens und Petra Nielsen die von Mahut.
Als erste Single des Albums wurde am 16. Mai 2020 Volcano Man gemeinsam mit dem Musikvideo veröffentlicht.
Titelliste
1. Double Trouble (Tiësto’s Euro 90s Tribute Remix) – Will Ferrell, Rachel McAdams, My Marianne & Tiësto
2. Lion of Love – Erik Mjönes
3. Coolin’ with Da Homies – Savan Kotecha
4. Volcano Man – Will Ferrell, Rachel McAdams & My Marianne
5. Jaja Ding Dong – Will Ferrell, Rachel McAdams & My Marianne
6. In the Mirror – Demi Lovato
7. Happy – Will Ferrell, Rachel McAdams & My Marianne
8. Song-A-Long: „Believe“, „Ray of Light“, „Waterloo“, „Ne partez pas sans moi“, and „I Gotta Feeling“ – Besetzung von Eurovision Song Contest: The Story of Fire Saga
9. Running with the Wolves – Courtney Jenaé & Adam Grahn
10. Fool Moon – Anteros
11. Hit My Itch – Antonio Sol, David Loucks, Taylor Lindersmith & Nicole Leonti
12. Come and Play (Masquerade) – Petra Nielsen
13. Amar pelos dois – Salvador Sobral
14. Husavik – Will Ferrell, Rachel McAdams & My Marianne
15. Double Trouble (Film Version) – Will Ferrell, Rachel McAdams & My Marianne
16. Eurovision Suite – Atli Örvarsson

## Rezeption

### Kritiken
Sidney Schering von Quotenmeter.de urteilt, dass der Film „eine bunte, musikalische Will-Ferrell-Komödie sei“, „die vor einer «ESC»-Kulisse spielt, aber nur gelegentlich Humor aus dem Showevent zieht“.
Filmstarts.de meint, dass Will Ferrell den Eurovision Song Contest liebt, und er zeige dies auch in dem Film. Außerdem meint der Rezensent, dass der Film ein „ebenso komische wie herzliche Alternative zum 2020 ausgefallenen Show-Spektakel – inklusive der liebenswürdig-skurrilen Musikdarbietungen“ sei.
Rotten Tomatoes veröffentlichte eine Zustimmungsrate von 64 Prozent, basierend auf 182 Bewertungen, und fasst zusammen: „Eurovision Song Contest: The Story of Fire Saga enthält inspirierte Zutaten und Momente, die einem zum Lautlachen bringen, aber die flachen Passagen sind in dieser überlangen Komödie in der Überzahl.“ Die Website Metacritic ermittelte einen Metascore von 50 von 100 Punkten, basierend auf 39 veröffentlichten Rezensionen anerkannter Kritiker.

### Auszeichnungen
Critics’ Choice Movie Awards 2021
- Nominierung für das Beste Lied („Husavik (My Home Town)“ – Savan Kotecha, Rickard Göransson & Fat Max Gsus)[12]

Golden Reel Awards 2021
- Auszeichnung für den Besten Tonschnitt in einem Musical[13]

Grammy Awards 2021
- Nominierung als Best Compilation Soundtrack for Visual Media[14]

Guild of Music Supervisors Awards 2021
- Nominierung für die Beste Music Supervision in einem Film mit einem Budget über 25 Millionen US-Dollar (Becky Bentham)[15]

Nickelodeon Kids’ Choice Awards 2021
- Nominierung als Bester Schauspieler (Will Ferrell)[16]

Oscarverleihung 2021
- Nominierung für den Besten Song („Husavik (My Home Town)“ – Savan Kotecha, Rickard Göransson & Fat Max Gsus)

People’s Choice Award 2020
- Nominierung als Filmkomödie des Jahres
- Nominierung als Bester Schauspieler in einer Filmkomödie (Will Ferrell)[17]

Set Decorators of America Awards 2021
- Nominierung für das Beste Szenenbild in einer Komödie oder einem Musical (Naomi Moore & Paul Inglis)[18]